# Göran Bodegård
Karl Josef Göran Bodegård, född 4 mars 1940, död 20 mars 2020 i Högalids distrikt, Stockholm, var en svensk barnläkare, barn- och ungdomspsykiatriker och psykoanalytiker samt doktor i medicinsk vetenskap (1974). Han var överläkare och verksamhetschef vid Eugeniahemmet inom barn- och ungdomspsykiatrin i Stockholms läns landsting.
Göran Bodegård deltog i samhällsdebatten kring apatiska flyktingbarn och var aktiv i FARR, (Flyktinggruppernas riksråd).  
Han var även sedan 1966 utställningsdomare för hundar – särskilt greyhound – både nationellt och internationellt.